# Квака
Квака је део врата, који служи за отварање и затварање врата. Обично се квака налази изнад браве и лаганим покретом руке на њу, у правцу пода за стандардне моделе, у правцу или супротном правцу казаљке на сату за кружне моделе или ка индивидуи која отвара врата за аутомобилске кваке на вратима, врши се сила неопходна за активирање механизма којим се врата отварају и затварају.